# 卡尔·凯森
卡尔·凯森（英語： 1920年3月5日—2010年2月8日）是一位美国经济学家和作家，1961–1963年间任美国副国家安全顾问，1966–1976年间任普林斯顿高等研究院的第4任院长。